# 古斯塔夫·史波勒

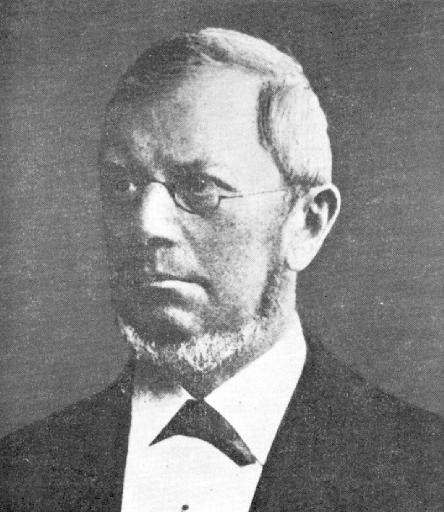
古斯塔夫·史波勒的肖像。

弗里德里希·威廉·古斯塔夫·史波勒（德語：Friederich Wilhelm Gustav Spörer，1822年10月23日—1895年7月7日），德國天文學家。
他因為研究太陽黑子和太陽黑子週期而受到注意。在這方面，他經常與愛德華·蒙德連結在一起。史波勒是第一位注意到1645年至1715年的太陽活動長期陷入低潮，這一段時期被稱為蒙德極小期。
史波勒與英國的理查·克里斯多福·卡林頓是同一時期的天文學家。一般相信史波勒定律是卡靈頓發現的，它描述了太陽黑子在太陽週期中的緯度變化。史波勒的功勞是在卡靈頓的觀測中加入他發現的黑子漂移，因此被認為是他的發現。
史波勒極小期是大約從1420年至1570年的低太陽黑子活動的時期。

## 生平
1833年至1840年，史波勒在柏林就讀於弗里德里希·威廉中學，之後在柏林洪堡大學學習數學和自然歷史，直到1843年。他在導師約翰·法蘭茲·恩克的指導下，研究1723年的一顆彗星，使他在1843年12月，年僅14歲就獲得博士學位。
1844年起，他在恩克是第一任台長的新柏林天文台工作。1885年，他因在太陽黑子方面的工作而獲得了法國科學院授予的瓦爾茲獎。

## 外部連結
- Gustav Spörer (1822–1895) at the High Altitude Observatory site.